# Рогинь
Рогинь (біл. Рагінь, трансліт.: Rahiń  Rahiń, рос. Рогинь) — агромістечко в Буда-Кошельовському районі Гомельської області Білорусі. Центр Рогинської сільської ради.

## Географія
Рогинь розташована за 22 км на північний схід від районного центру і залізничної станції Буда-Кошельовська та за 68 км від Гомеля.
Агромістечком тече річка Чечора (притока річки Сож).

## Історія
За письмовими джерелами відоме з XVI століття як село Речицького повіту Мінського воєводства Великого князівства Литовського. Після Першого поділу Речі Посполитої (1772) увійшло до складу Російської імперії.
У грудні 1917 року в село вдерлися близько 200 уланів польського корпусу Довбар-Мусницького. Для боротьби з загарбниками був створений місцевий бойовий загін під керівництвом К. Р. Новікова. На початку 1920-х років у фальварку організовано колгосп «Червоний прапор», згодом радгосп «Рагін».